# Andrew Simpson
Andrew Gerard Simpson (Londonderry, 1º de janeiro de 1989) é um actor irlandês.

## Biografia
Simpson nasceu na Irlanda do Norte e agora vive em Donegal, Irlanda. Ele tem duas irmãs, uma mais velha uma chamada Sarah, e uma mais nova chamada LeAnna.
A primeira aparição de Simpson em um filme foi como "Gerard Peters 458" em O Inferno De S. Judas (2003), uma história sobre um reformatório irlandês. Em 2006, ele contracenou com Cate Blanchett e Judi Dench (e ambas foram indicadas para o Oscar por seus papéis) no filme Notas Sobre Um Escândalo. Ele faz o papel principal, de "Steven Connolly", um aluno de escola cujo affair com sua professora de arte, "Sheba Hart" (desempenhado por Cate Blanchett), leva a um desastre.
Simpson frequentou a Foyle School of Speech and Drama e Foyle and Londonderry College. Ele atualmente frequenta a London School of Economics, onde estuda Direito.

## Filmografia
| Filmes | Filmes               | Filmes                   | Filmes            |
| Ano    | Título Original      | Título (Brasil)          | Papel             |
| ------ | -------------------- | ------------------------ | ----------------- |
| 2003   | Song for a Raggy Boy | O Inferno De S. Judas    | Gerard Peters 458 |
| 2006   | Notes on a Scandal   | Notas Sobre Um Escândalo | Steven Connolly   |
| 2009   | Perrier's Bounty     | Perrier's Bounty         | 26 Teen 2         |
| Séries |                      |                          |                   |
| Ano    | Título               | Papel                    | Notas             |
| 2009   | 10 Minute Tales      | Soldado 3                | 1 episódio        |